# KF Fushë Kosova
El KF Fushë Kosova es un equipo de fútbol de Kosovo que juega en la Liga e pare, la segunda división de fútbol en el país.

## Historia
Fue fundado el 14 de febrero de 1972 en la ciudad de Kosovo Polje y es el club de fútbol más importante de la ciudad, en donde en el periodo de Kosovo como región de Yugoslavia logró ganar dos títulos de la máxima categoría, el primero en su primera temporada en la liga.
Cuando Kosovo se convirtió en un país independiente, formó parte de la Superliga de Kosovo, pero descendieron en la temporada 2007/08, y posteriormente el club desaparece por problemas financieros.
El 9 de febrero de 2009 el club es refundado en la Liga e Parë y permanece en la liga desde entonces.

## Palmarés
- Superliga de Kosovo: 2

1972/73, 1990/91